# La Femme de mon pote
Pour plus de détails, voir Fiche technique et Distribution.
La Femme de mon pote est un film français réalisé par Bertrand Blier, sorti en 1983.

## Synopsis
Courchevel. Pascal (Thierry Lhermitte), gérant d'un magasin de vêtements de sport d'hiver, et Micky (Coluche), disc-jockey à la discothèque locale, sont amis de longue date malgré des caractères dissemblables. 
Beau garçon sûr de lui mais fragile, Pascal a un certain succès avec les filles, à l'inverse de Micky, plutôt solitaire et taciturne. Un soir, Pascal rencontre Viviane (Isabelle Huppert) et en tombe rapidement amoureux; il lui propose qu'elle vienne vivre chez lui dans son chalet-appartement. 
Cependant, avant de prendre cette décision importante, il souhaite en faire part à son meilleur ami, Micky. Si celui-ci reste dubitatif à cette idée, dès qu'il fait la connaissance de Viviane, il en tombe lui aussi amoureux. Torturé entre son amour pour Viviane et la sincère amitié que lui témoigne Pascal, Micky tombe en dépression et Pascal, par générosité, accepte la demande de Micky d'effectuer sa convalescence chez lui, afin d'être au plus près de Viviane. Une formule non avouée de ménage à trois s'instaure, dès lors que Vivianne commence elle aussi à apprécier Micky...

## Fiche technique
- Titre original : La Femme de mon pote
- Titre anglais : My Best Friend's Girl
- Réalisation : Bertrand Blier, assisté de Bertrand Arthuys
- Scénario : Bertrand Blier et Gérard Brach
- Production : Claude Berri, Pierre Grunstein et Alain Sarde
- Musique : J.J. Cale
- Photographie : Jean Penzer
- Montage : Claudine Merlin
- Décors : Théobald Meurisse
- Costumes : Michèle Cerf
- Pays d'origine :  France
- Format : Couleurs - Mono
- Genre : comédie
- Durée : 99 minutes
- Dates de sortie : 
  - France : 31 août 1983
  - États-Unis : 25 mars 1984

## Distribution
- Coluche : Micky
- Isabelle Huppert : Viviane
- Thierry Lhermitte : Pascal
- François Perrot : le docteur
- Daniel Colas : le dragueur
- Farid Chopel : le loubard
- Frédérique Michot : la fille à la discothèque

## Autour du film
Le casting initial prévoit Coluche, Miou-Miou et Patrick Dewaere. Le scénario coécrit par Bertrand Blier s'inspire sensiblement de faits réels. Depuis 1982, Coluche vit en Guadeloupe avec Elsa, l'épouse de Patrick Dewaere qui l'a quittée quelques semaines plus tôt. 
Quand Dewaere met fin à ses jours, Miou-Miou refuse d'assumer le rôle, trop douloureux pour elle. Les acteurs Isabelle Huppert et Thierry Lhermitte vont alors accepter de camper les personnages. 
Le climat doux-amer du film laisse transparaître un certain changement dans le style de jeu de Coluche, préfigurant le rôle dramatique de Tchao Pantin qu'il tournera par la suite,.
À la suite du suicide de Patrick Dewaere, Coluche hésite longuement dès le développement du film. Poussé par son impresario Paul Lederman souhaitant que l'humoriste tourne avec Bertrand Blier, il accepte finalement le rôle. Toutefois, le film est une expérience douloureuse pour Coluche qui vit une période sombre de son existence, notamment après son divorce et son addiction aux drogues. 
Son personnage apparaît souvent mélancolique, perdu voire absent, ce qui fait écho au contexte que l'acteur subit à cette période. Miou-Miou abandonne rapidement le projet et prend certaines distances avec Coluche. Au début des années 1970, elle a eu une liaison avec Coluche puis est devenue en 1974, la compagne de Patrick Dewaere avec lequel elle a eu une fille, Angèle Herry. Contrairement aux films antérieurs de Bertrand Blier, La Femme de mon pote ne rencontre pas son public et son succès en salles est relatif (1,5 million d'entrées). A posteriori, Coluche regrette d'avoir participé à ce long-métrage et prend ses distances avec certains de ses anciens comparses du Café-théâtre.